# Zuid-Aziatisch kampioenschap voetbal 2008
Het Zuid-Aziatisch kampioenschap voetbal 2008 werd gehouden in Malé, Malediven en Colombo, Sri Lanka van 3 juni tot en met 14 juni 2008. Malediven werd kampioen, in de finale werd India met 1–0 verslagen.

## Geplaatste teams
| Groep A   | Groep A | Groep A                         | Groep A      | Groep B     | Groep B | Groep B                 | Groep B      |
| Land      | Aantal  | Beste resultaat                 | FIFA-ranking | Land        | Aantal  | Beste resultaat         | FIFA-ranking |
| --------- | ------- | ------------------------------- | ------------ | ----------- | ------- | ----------------------- | ------------ |
| Pakistan  | 7e      | Derde plaats (1997)             | 161          | Bangladesh  | 6e      | Winnaar (2003)          | 180          |
| India     | 7e      | Winnaar (1993, 1997,1999, 2005) | 151          | Bhutan      | 3e      | Groepsfase (2003, 2005) | 199          |
| Malediven | 5e      | Tweede (1997)                   | 160          | Afghanistan | 3e      | Groepsfase (2003, 2005) | 196          |
| Nepal     | 7e      | Derde plaats (1993)             | 184          | Sri Lanka   | 7e      | Winnaar (1995)          | 162          |

1. ↑  Fifa-ranking van FIFA-mannenranglijst mei 2008

## Stadions
| Malé Malediven           | · Malé |
| Nationaal Voetbalstadion | · Malé |
| Capaciteit: 11.850       | · Malé |
|                          | · Malé |

| Colombo Sri Lanka  | · Colombo |
| Sugathadasastadion | · Colombo |
| Capaciteit: 30.000 | · Colombo |
|                    | · Colombo |

## Groepsfase

### Groep A
| Land      | Gsp | Win | Gel | Ver | DV | DT | +/- | Pnt |
| --------- | --- | --- | --- | --- | -- | -- | --- | --- |
| India     | 3   | 3   | 0   | 0   | 7  | 1  | +6  | 9   |
| Malediven | 3   | 2   | 0   | 1   | 7  | 2  | +5  | 6   |
| Nepal     | 3   | 1   | 0   | 2   | 5  | 9  | –4  | 3   |
| Pakistan  | 3   | 0   | 0   | 3   | 2  | 9  | –7  | 0   |

|                                                        |                                             |         |       |                            |
| 3 juni 2008 «onderlinge duels» 11:00 (UTC) 13:00 (MET) | India                                       | 4 – 0   | Nepal | Rasmee Dhandustadion, Malé |
| 3 juni 2008 «onderlinge duels» 11:00 (UTC) 13:00 (MET) | Pradeep 26' Bhutia 34' Chetri 67' Singh 83' | Verslag |       | Rasmee Dhandustadion, Malé |

|                                                        |                                           |         |          |                            |
| 3 juni 2008 «onderlinge duels» 16:00 (UTC) 18:00 (MET) | Malediven                                 | 3 – 0   | Pakistan | Rasmee Dhandustadion, Malé |
| 3 juni 2008 «onderlinge duels» 16:00 (UTC) 18:00 (MET) | Shifan 45+2' Thoriq 47' Akram 90+' (e.d.) | Verslag |          | Rasmee Dhandustadion, Malé |

|                                                        |                        |         |                 |                            |
| 5 juni 2008 «onderlinge duels» 11:00 (UTC) 13:00 (MET) | India                  | 2 – 1   | Pakistan        | Rasmee Dhandustadion, Malé |
| 5 juni 2008 «onderlinge duels» 11:00 (UTC) 13:00 (MET) | Pradeep 25' Dias 45+1' | Verslag | Adnan Ahmed 88' | Rasmee Dhandustadion, Malé |

|                                                        |                                                 |         |                    |                            |
| 5 juni 2008 «onderlinge duels» 16:00 (UTC) 18:00 (MET) | Malediven                                       | 4 – 1   | Nepal              | Rasmee Dhandustadion, Malé |
| 5 juni 2008 «onderlinge duels» 16:00 (UTC) 18:00 (MET) | Ismail Mohamed 9' , 46' Ibrahim Fazeel 50', 62' | Verslag | Vishad Gouchan 10' | Rasmee Dhandustadion, Malé |

|                                                        |                 |         |                                                         |                            |
| 7 juni 2008 «onderlinge duels» 11:00 (UTC) 13:00 (MET) | Pakistan        | 1 – 4   | Nepal                                                   | Rasmee Dhandustadion, Malé |
| 7 juni 2008 «onderlinge duels» 11:00 (UTC) 13:00 (MET) | Samar Ishaq 52' | Verslag | Raju Tamang 3' Niranjan Rayajhi 5' Ju Manu Rai 67', 86' | Rasmee Dhandustadion, Malé |

|                                                        |           |         |                 |                            |
| 7 juni 2008 «onderlinge duels» 15:30 (UTC) 17:30 (MET) | Malediven | 0 – 1   | India           | Rasmee Dhandustadion, Malé |
| 7 juni 2008 «onderlinge duels» 15:30 (UTC) 17:30 (MET) |           | Verslag | G. M. Singh 14' | Rasmee Dhandustadion, Malé |

### Groep B
| Land        | Gsp | Win | Gel | Ver | DV | DT | +/- | Pnt |
| ----------- | --- | --- | --- | --- | -- | -- | --- | --- |
| Sri Lanka   | 3   | 2   | 1   | 0   | 5  | 2  | +3  | 7   |
| Bhutan      | 3   | 1   | 1   | 1   | 4  | 4  | 0   | 4   |
| Bangladesh  | 3   | 0   | 2   | 1   | 3  | 4  | –1  | 2   |
| Afghanistan | 3   | 0   | 2   | 1   | 5  | 7  | –2  | 2   |

|                                                        |                       |         |                 |                             |
| 4 juni 2008 «onderlinge duels» 11:30 (UTC) 13:30 (MET) | Bangladesh            | 1 – 1   | Bhutan          | Sugathadasastadion, Colombo |
| 4 juni 2008 «onderlinge duels» 11:30 (UTC) 13:30 (MET) | Arup Kumar Baidya 27' | Verslag | Nima Sangay 79' | Sugathadasastadion, Colombo |

|                                                        |                                                |         |                    |                             |
| 4 juni 2008 «onderlinge duels» 14:00 (UTC) 16:00 (MET) | Sri Lanka                                      | 2 – 2   | Afghanistan        | Sugathadasastadion, Colombo |
| 4 juni 2008 «onderlinge duels» 14:00 (UTC) 16:00 (MET) | Chathura Gunarathna 8' Channa Ediri 75' (pen.) | Verslag | H.A. Habib 7', 49' | Sugathadasastadion, Colombo |

|                                                        |                                            |         |                                 |                             |
| 6 juni 2008 «onderlinge duels» 11:30 (UTC) 13:30 (MET) | Bangladesh                                 | 2 – 2   | Afghanistan                     | Sugathadasastadion, Colombo |
| 6 juni 2008 «onderlinge duels» 11:30 (UTC) 13:30 (MET) | Ameli 51'(pen) Shamsuddin Amiri 75' (e.d.) | Verslag | H.A. Habib 8' Mustafa Hadid 21' | Sugathadasastadion, Colombo |

|                                                        |                     |         |        |                             |
| 6 juni 2008 «onderlinge duels» 14:00 (UTC) 16:00 (MET) | Sri Lanka           | 2 – 0   | Bhutan | Sugathadasastadion, Colombo |
| 6 juni 2008 «onderlinge duels» 14:00 (UTC) 16:00 (MET) | Gunarathna 25', 35' | Verslag |        | Sugathadasastadion, Colombo |

|                                                        |                |         |                                     |                             |
| 8 juni 2008 «onderlinge duels» 12:00 (UTC) 14:00 (MET) | Afghanistan    | 1 – 3   | Bhutan                              | Sugathadasastadion, Colombo |
| 8 juni 2008 «onderlinge duels» 12:00 (UTC) 14:00 (MET) | H.A. Habib 88' | Verslag | Kinley Dorji 13' Gyeltshen 31', 80' | Sugathadasastadion, Colombo |

|                                                        |                                   |         |            |                             |
| 8 juni 2008 «onderlinge duels» 14:30 (UTC) 16:30 (MET) | Sri Lanka                         | 1 – 0   | Bangladesh | Sugathadasastadion, Colombo |
| 8 juni 2008 «onderlinge duels» 14:30 (UTC) 16:30 (MET) | Mohamed Rawme Mohideen 73' (e.d.) | Verslag |            | Sugathadasastadion, Colombo |

## Knock-outfase
|  | halve finale      | halve finale      |  |           | finale            | finale            |
|  |                   |                   |  |           |                   |                   |
|  | 11 juni – Colombo |                   |  |           |                   |                   |
|  | India             | 2                 |  |           |                   |                   |
|  | Bhutan            | 1                 |  |           | 14 juni – Colombo | 14 juni – Colombo |
|  |                   |                   |  |           | India             | 0                 |
|  | 11 juni – Colombo | 11 juni – Colombo |  | Malediven | 1                 |                   |
|  | Sri Lanka         | 0                 |  |           |                   |                   |
|  | Malediven         | 1                 |  |           |                   |                   |

### Halve finale
|                                                         |                          |              |           |                            |
| 11 juni 2008 «onderlinge duels» 11:00 (UTC) 13:00 (MET) | India                    | 2 – 1 (n.v.) | Bhutan    | Rasmee Dhandustadion, Malé |
| 11 juni 2008 «onderlinge duels» 11:00 (UTC) 13:00 (MET) | Chetri 30' Goumangi 119' | Verslag      | Dorji 18' | Rasmee Dhandustadion, Malé |

|                                                         |           |         |            |                             |
| 11 juni 2008 «onderlinge duels» 14:30 (UTC) 16:30 (MET) | Sri Lanka | 0 – 1   | Malediven  | Sugathadasastadion, Colombo |
| 11 juni 2008 «onderlinge duels» 14:30 (UTC) 16:30 (MET) |           | Verslag | Fazeel 70' | Sugathadasastadion, Colombo |

### Finale
|                                                         |       |         |                     |                             |
| 14 juni 2008 «onderlinge duels» 14:00 (UTC) 16:00 (MET) | India | 0 – 1   | Malediven           | Sugathadasastadion, Colombo |
| 14 juni 2008 «onderlinge duels» 14:00 (UTC) 16:00 (MET) |       | Verslag | Mukhthar Naseer 87' | Sugathadasastadion, Colombo |

| Winnaar Zuid-Aziatisch kampioenschap voetbal 2008 |
| ------------------------------------------------- |
|                                                   |
| Malediven Eerste titel                            |

1993 · 1995 · 1997 · 1999 · 2003 · 2005 · 2008 · 2009 · 2011 · 2013 · 2015 · 2018 · 2021 · 2023